# Chi Draconis
Chi Draconis (χ Dra) – gwiazda w gwiazdozbiorze Smoka, odległa od Słońca o około 26 lat świetlnych.

## Charakterystyka

Położenie gwiazdy w gwiazdozbiorze

Chi Draconis jest dość bliską Słońca gwiazdą. Jest to gwiazda spektroskopowo podwójna, której główny składnik Chi Draconis A to żółto-biały karzeł należący do typu widmowego F7. Jasność tej gwiazdy jest równa 1,86 jasności Słońca, ma ona masę o około 3% większą niż masa Słońca i 1,2 razy większy promień. Ma około 5,3 miliarda lat.
Składnik Chi Draconis B jest najprawdopodobniej pomarańczowym karłem typu K0 o jasności 0,29 L☉ i masie 0,75 M☉. Na niebie dzieli go od jaśniejszej gwiazdy zaledwie około 0,1 sekundy kątowej; ma on obserwowaną wielkość gwiazdową 5,70m. Składniki dzieli w przestrzeni średnio 0,991 au, ale ze względu na mimośród orbit gwiazdy oddalają się na 1,4 i zbliżają na 0,6 au. Okres orbitalny to 280,5 doby. Taki układ gwiazd nie pozwala, aby ewentualna planeta okołopodwójna znajdowała się w ekosferze systemu – odpowiednio bliskie orbity są niestabilne.
System Chi Draconis ma dwie optyczne towarzyszki. Gwiazda TYC 4437-465-1 o wielkości 12,1m ma zupełnie inny ruch własny i jest niezwiązanym obiektem tła. Trzeci obiekt jest jeszcze słabszy, ma wielkość 14,5m. Jest widoczny na niebie w odległości 9,3″ od poprzedniej gwiazdy (pomiar z 2008 r.).